# 鲁山对囊蕨
鲁山假蹄盖蕨（学名：Deparia lushanensis）为蹄盖蕨科对囊蕨属下的一个种。